# Hegyi zebra
A hegyi zebra (Equus zebra) az emlősök (Mammalia) osztályának páratlanujjú patások (Perissodactyla) rendjébe, ezen belül a lófélék (Equidae) családjába tartozó faj.

## Előfordulása
Szabadon csak Dél-Afrika hegyvidékein él.

## Alfajai
- Ennek az állatnak a Namíbiától a Dél-Angoláig őshonos állományát külön alfajként, Hartmann-hegyizebra (Equus zebra hartmannae) tartják számon. Korábban ezt az alfajt megkísérelték önálló faji szintre emelni, azonban a további genetikai vizsgálatok nem erősítették meg a különválását.[1]

- A hegyi zebra másik alfaja, azaz a törzsalfaja, az Equus zebra zebra.

## Megjelenése
A hegyi zebra fej-törzs-hossza 210–260 centiméter, farka 40–55 centiméter, marmagassága 116–150 centiméter, testtömege 240–372 kilogramm. Szőre sima keskeny csíkokkal, hasa fehér; nyaka alatt bőrlebeny van, amit toroklebenynek is neveznek, ez a másik két fajnál hiányzik. A csíkok több mindenre használnak: az állat beleolvad a „csík tengerbe”, így a ragadozóknak megnehezítve az áldozat kiválasztását. Mivel nincs két egyforma csíkozású zebra, az állatok csíkjaik miatt felismerik egymást és a csikó is könnyebben felismeri az anyját. Sőt egyes kutatók úgy vélik, hogy a csíkos minta a cecelégy összetett szemének kontúrfeloldóként hat, tehát a zebra ezzel elkerülheti a cecelégy támadását, mert az nem veszi észre.

## Életmódja
Az állat családi kötelékben él. Tápláléka főként fűből áll. A hegyi zebra akár 28 évig is élhet.

## Szaporodása
Az ivarérettséget kétéves korában éri el. A párzási időszak túlnyomórészt október–március között van. A vemhességi idő 11,5-12 hónapig tart, ennek végén a kanca rendszerint egy csikót hoz a világra. A csikó mindjárt egy hét után elkezd legelni, de az elválasztás csak egy év múlva következik be. Két év után mindkét nem, de általában a csődörök, elhagyják a csordát.